# Theo Gennissen
Theo Gennissen (20 februari 1977), is een voormalig Nederlands profvoetballer die van 2001 tot en met 2003 uitkwam voor FC Emmen. 
Gennissen kwam in de zomer van 2001 na een succesvolle proefperiode over van MSC Meppel. In twee seizoenen kwam hij tot 9 competitiewedstrijden en speelde daarnaast enkele wedstrijden in de beker en nacompetitie voor de Drenten.
Na zijn profperiode keerde Gennissen terug naar de amateurs en speelde onder meer voor WKE.